# Галущина Гребля
Галущина Гребля (укр. Галущина Гребля) — село Полтавского района Полтавской области Украины. В прошлом входило в состав Галущиногреблянского сельского совета, Новосанжарского района.
Код КОАТУУ — 5323480901. Население по переписи 2001 года составляло 436 человек.
Является административным центром Галущиногреблянского сельского совета, в который, кроме того, входят сёла
Кочубеевка и
Мушина Гребля.

## Географическое положение
Село Галущина Гребля находится на берегах реки Кустолово,
выше по течению на расстоянии в 0,5 км расположено село Кустолово,
ниже по течению на расстоянии в 1 км расположено село Мушина Гребля.
Река в этом месте пересыхает, на ней сделана запруда.

## Экономика
- ЧАФ «Колос».
- ТОВ "Чиста Криница".
- ФГ "Гарант 2005".

## Объекты социальной сферы
- Школа I ст.
- Д. садик "Ромашка".